# Two Bit Monsters
| Recensione                        | Giudizio        |
| --------------------------------- | --------------- |
| AllMusic                          | [ 1 ]           |
| Robert Christgau                  | B               |
| The New Rolling Stone Album Guide | [ 3 ]           |
| Sputnikmusic                      | 3.8 (Excellent) |
| Piero Scaruffi                    | [ 5 ]           |
| Dizionario del Pop-Rock           | [ 6 ]           |
| 24.000 dischi                     | [ 7 ]           |

Two Bit Monsters è il quarto album di John Hiatt, pubblicato dalla MCA Records nel 1980.

## Tracce
Brani composti da John Hiatt, eccetto dove indicato.
Lato A
1. Back to Normal – 3:21
2. Down in Front – 3:25
3. I Spy (For the F.B.I.) – 2:39 (Herman Kelley, Richard Wylie)
4. Pink Bedroom – 2:57
5. Good Girl, Bad World – 3:13
6. Face the Nation – 3:09

Durata totale: 18:44
Lato B
1. Cop Party – 2:53
2. Back to the War – 3:30
3. It Hasn't Happened Yet – 3:23
4. String Pull Job – 4:05
5. New Numbers – 2:59

Durata totale: 16:50

## Musicisti
- John Hiatt - chitarra, voce solista
- Shane Keister - pianoforte, organo
- Howard Epstein - basso, accompagnamento vocale e coro
- Daryl Verdusco - batteria, accompagnamento vocale e coro